# Kanton Virieu
Virieu is een voormalig kanton van het Franse departement Isère. Het kanton maakte deel uit van het arrondissement La Tour-du-Pin. Het werd opgeheven bij decreet van 18 februari 2014, met uitwerking op 22 maart 2015.

## Gemeenten
Het kanton Virieu omvatte de volgende gemeenten:
- Bilieu
- Blandin
- Charavines
- Chassignieu
- Chélieu
- Doissin
- Montrevel
- Oyeu
- Panissage
- Le Passage
- Le Pin
- Saint-Ondras
- Valencogne
- Virieu (hoofdplaats)